# Église Saint-Césaire de Saint-Césaire-lès-Nîmes
L'église Saint-Césaire de Saint-Césaire-lès-Nîmes est une église romane située à Saint-Césaire-lès-Nîmes, petit village rattaché à la commune de Nîmes dans le département français du Gard et la région Occitanie.

## Historique
L'église fut édifiée par les chanoines du chapitre de la cathédrale de Nîmes au XIe siècle.
Saint-Césaire-lès-Nîmes est mentionné en 1031 sous le nom de Terra Sancto-Cesario dans le cartulaire de la cathédrale de Nîmes. On le retrouve ensuite en 1151 sous le nom d'In decimaria Sancti-Cesarii ad clausum de Selsa sive de Cella, juxta caminum Montispessulani et rivum Sancti-Cesarii (Dans le domaine de Saint-Césaire près du clos dit de Selse ou de Celle, à côté de la route de Montpellier et du ruisseau de Saint-Césaire).
Les chapelles latérales furent ajoutées au XIVe siècle.
Le portail de style classique fut édifié en 1668, comme l'atteste le millésime gravé dans la pierre sur la niche qui le surmonte.

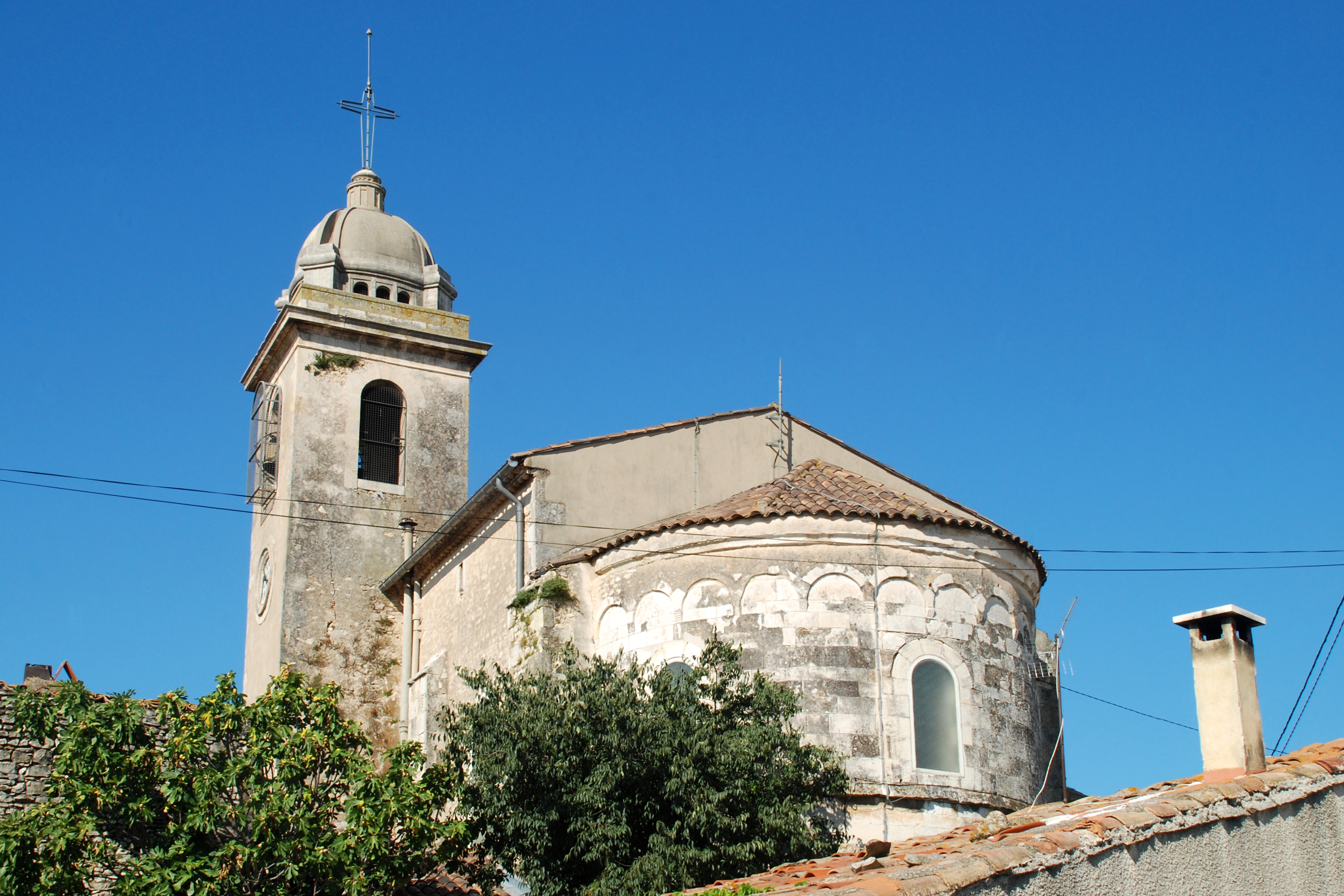
L'église vue de l'est.

## Architecture

### Le chevet
L'église possède un chevet roman semi-circulaire réalisé en pierre de taille. 
Ce chevet est divisé verticalement en deux registres, séparés par un puissant cordon de pierre.

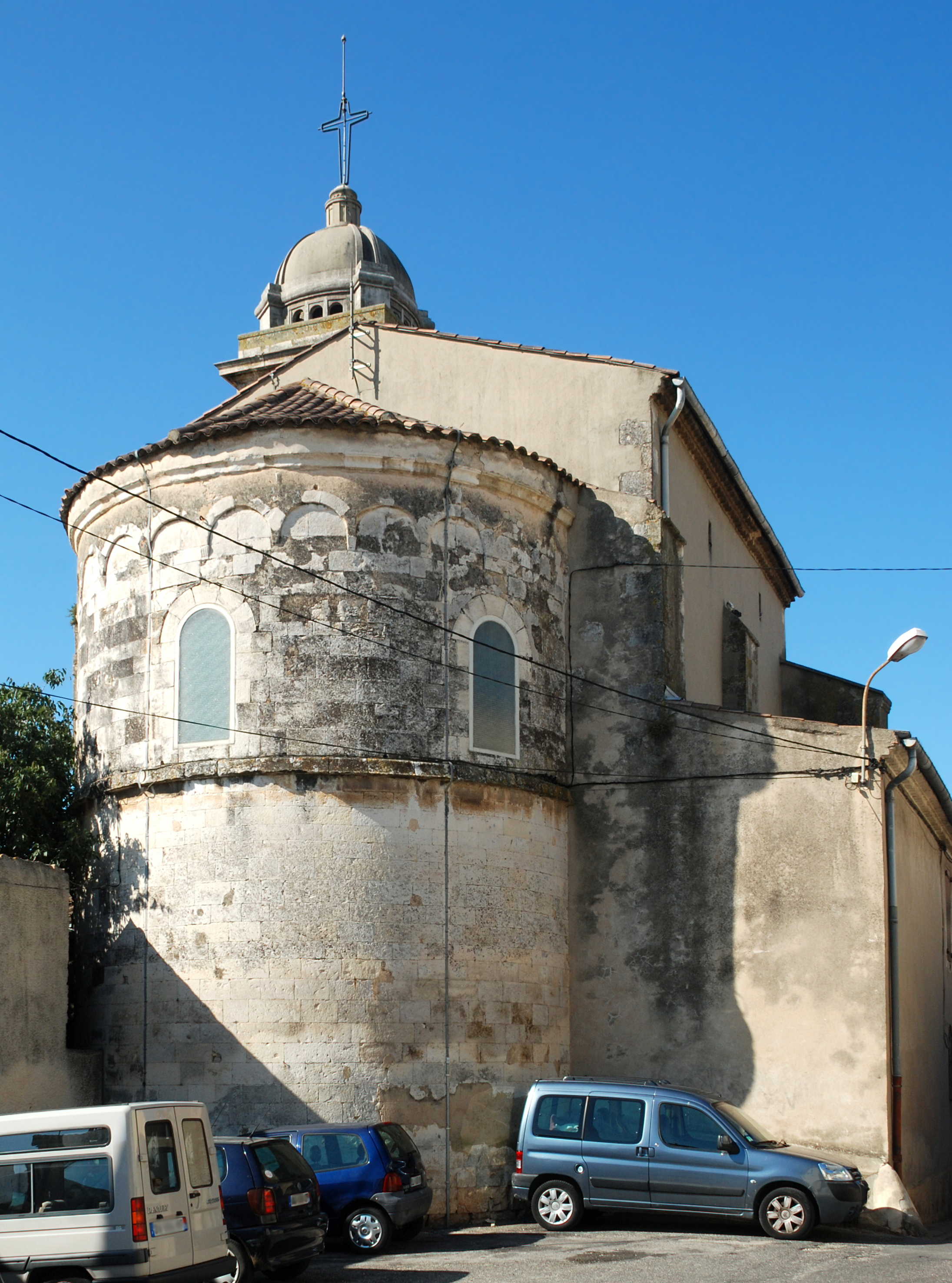
Le chevet roman.

Le registre inférieur, très haut, ne présente aucune ornementation, alors que le registre supérieur est percé de trois fenêtres cintrées et orné d'arcades retombant sur de petits culots ornés de motifs géométriques variés (croix, stries verticales, stries horizontales). Cette arcature est surmontée d'une corniche biseautée.
|  |  |

### La façade occidentale
La façade occidentale est percée d'un portail de style classique et d'un oculus et est flanquée d'un clocher d'époque tardive.
Le portail est composé de deux pilastres sommés de chapiteaux ioniques supportant un entablement comportant une architrave moulurée et une frise ornée d'un cartouche et de rinceaux. Cet entablement supporte un  fronton brisé encadrant une niche cintrée surmontée d'une coquille Saint-Jacques et encadrée de pilastres supportant un fronton triangulaire. La clé d'arc qui surmonte la niche porte le millésime de 1668.
|  |  |  |